# Вальгрен, Пернилла
Пернилла Вальгрен (швед. Pernilla Wahlgren; род. 24 декабря 1967) — шведская певица и актриса. Неоднократный участник Melodifestivalen. Играла роль Эсмеральды в фильме «Фанни и Александр», удостоенном премии «Оскар».
Она дважды получала премию «Гульдмаскен» за свою театральную работу.

## Биография
Родилась в потомственной шведской актёрской семье в городе Густавсберг. Является дочерью Ганса Вальгрена и Кристины Шоллин, внучкой Ивара Вальгрена и Нины Скенна и сестрой Никласа Вальгрена и Линуса Вальгрена.
Дебют на сцене прошёл в возрасте четырёх лет, где она совместно с матерью играла в телевизионной пьесе «Den längsta dagen».
В 1982 году она присоединилась к актёрскому составу шведской постановки «Звуки музыки», в которой сыграла Луизу. В театре «Фолькан» у неё также были роли в спектаклях по мотивам «Карлсон, который живёт на крыше», «Мио, мой Мио», «Белоснежка» и «Ringens hemlighet». Вальгрен сыграла Аннику в музыкальной версии «Пеппи Длинныйчулок»; в двух последних выступлениях она заменила Сив Мальмквист в роли Пеппи, за что получила положительные отзывы. В юности и во взрослом возрасте Уолгрен несколько раз изображала Пеппи Длинныйчулок. В 1983 году появилась в эпизоде «Nygammalt», а в октябре 1984 года снялась в эпизоде телепрограммы «Razzel», где она исполнила свой дебютный сингл «Nu har det tänt». Она также появлялась в кино и на телевидении, в том числе в постановке Бу Видерберга 1986 года «Змеиный путь» и «Snoken» в 1995 году.
В середине-конце 1980-х Вальгрен сделала карьеру в области поп-музыки, несколько раз гастролировала и выпускала студийные альбомы. Популярность в качестве певицы обрела, участвуя в музыкальном конкурсе «Melodifestivalen 1985». Среди её песен, попадавших в национальный хит-парад: «Svindlande affärer», «Piccadilly Circus», «Every Time When We’re Together» и «Running for Cover». В августе 2006 года она выпустила альбом Beautiful Day; дебютный сингл с альбома «Talking to an Angel» получил золотой статус, а трек «Come Inside My World» стал темой развлекательной программы TV4 «Förkväll».
Вальгрен построила карьеру и на телевидение. Долгое время была ведущей детского шоу вместе с братом на телеканале Sveriges Television. После принимала участие во многих известных шведских телевизионных шоу.

## Дискография
Студийные альбомы:
- Pernilla Wahlgren[швед.] (1985)
- Attractive[швед.] (1986)
- Pure Dynamite[швед.] (1987)
- Flashback[англ.] (1989)
- I Myself and Me[англ.] (1992)
- Flashback Number Four[швед.] (1995) (сборник)
- Beautiful Day[швед.] (2006)
- Holiday with You[англ.] (2012)